# Arrows A22
Der Arrows A22 war ein Formel-1-Rennwagen, mit dem das Arrows-Team an der Formel-1-Weltmeisterschaft 2001 teilnahm.
Gefahren wurde es vom Niederländer Jos Verstappen, der in seinem zweiten Jahr beim Team war, und Enrique Bernoldi, einem brasilianischen Rookie, der Sponsoring von Red Bull mitbrachte, auf Kosten des Spaniers Pedro de la Rosa, der kurz vor Saisonbeginn unerwartet aus dem Team genommen wurde.
Der A22 war eine Weiterentwicklung des vielversprechenden A21 des Vorjahres. Die Vorderradaufhängung wurde von einer Zugstangen- auf eine Schubstangenaufhängung umgestellt, ansonsten waren die beiden Autos nahezu identisch. Allerdings wurde das Projekt durch den Wechsel des Motorenlieferanten im zweiten Jahr in Folge behindert. Anfang 2000 kündigte Renault seine Rückkehr in die Formel 1 für 2001 an und kaufte Supertec. Angesichts der Möglichkeit, teure Kundenmotoren kaufen zu müssen, unterzeichnete Teamchef Tom Walkinshaw einen Vertrag mit Asiatech, einer privaten Weiterentwicklung des erfolglosen Peugeot-Motors, den das Prost-Team im Jahr 2000 verwendet hatte. Um den Abtrieb an der Vorderachse zu verbessern, wurde im Training in Monaco ein hochgestellter Frontflügel getestet, der von der FIA aus Sicherheitsgründen umgehend verboten wurde.
Gegen Ende der Saison machten sich Arrows’ mangelnde Testarbeit und das begrenzte Budget bemerkbar und beide Fahrer fielen immer weiter zurück. Während Orange weiterhin Titelsponsor blieb, kündigte Eurobet das Sponsoring nach hohen Verlusten. Bernoldis Red-Bull-Sponsoring konnte dies teilweise kompensieren. European Aviation und die damit verbundene logistische Unterstützung wurden an Minardi übertragen, nachdem Paul Stoddart das Team kurz vor der Saison gekauft hatte. Der Fokus verlagerte sich auf 2002 und Tom Walkinshaw sicherte dem Team für die folgende Saison leistungsstarke Cosworth-Motoren.
Das Team erreichte schließlich mit einem Punkt den zehnten Platz in der Konstrukteurswertung.